# Pixie Bob
Pixie Bob, és un gat de pèl curt d'origen d'Amèrica del Nord amb data de 1980, raça reconeguda per TICA en la dècada de 1990, però segueix sent un fenomen nord-americà. Existeix també una versió de pèl llarg. A Amèrica del Nord hi ha una tradició d'aparellament de gats domèstics amb gats montesos, que tenen descendents anomenats "gats de llegenda". Quan va aparèixer el "pixiebob" de cua curta es va creure que era un híbrid d'aquests, amb ascendència en dos "gats de llegenda" adquirits el 1985 per Carol Ann Brewer a l'estat de Washington, i la seva descendent "pixie". També es van utilitzar "gats de llegenda" similars en el seu desenvolupament. L'objectiu de criar Pixie Bobs és aconseguir assemblar-se amb el gat montés.
El Pixie Bob és una raça de gat domèstic que es diu que és la descendència del linx híbrid que es produeix de forma natural. La personalitat de la raça és completament casolana; és un gat que prefereix una vida de casa pacífica i estable. Se'ls ha comparat a un gos fidel i sembla que prefereixen ser l'únic de la casa, per postar el comandament.

## Característiques físiques
El pes mitjà és de 5 kg. Els mascles generalment són més grans que les femelles. El gat domèstic mitjà pesa al voltant de 4 kg. Els Pixie-Bob creixen durant 4 anys en lloc d'un any com la majoria dels gats domèstics. La majoria dels Pixie-bob tenen pelatge negre i pell a la part inferior de les potes, orelles punxagudes, pél gruixut a l'orella i pél blanc al voltant dels ulls. Les seves barbetes tenen pelatge blanc, però sovint tenen pell negra sota el pelatge blanc. Alguns dels seus bigotis canvien de negre (arrel - al voltant del 25%) a blanc (a la punta - al voltant del 75 % del bigoti). El cap és en forma de pera. El cap es considera la característica més important.

## Salut
Com que la raça es creua amb freqüència amb els "gats llegendaris", els Pixie - bobs són genèticament diversos i no són propensos als problemes causats de l'endogàmia.
Algunes malalties genètiques rares inclouen el següent:
- Criptorquídia: només s'han registrat alguns casos des de la concepció d'aquesta raça a la dècada de 1980.
- Distòcia i hiperplàsia endometrial quística: un percentatge molt petit de Pixie-bobs pateixen problemes de part i s'eliminen de la reproducció.
- Miocardiopatia hipertròfica (MCH): des de l'aparició de la raça Pixie-bob a la dècada de 1980, només se n'han informat alguns casos. En alguns casos, Pixie-bob es va creuar amb altres raçes de gats, com Bengala i Maine Coon. En la majoria dels casos, la MCH va passar espontàniament. La MCH és hereditari almenys en el 50% de les ocurrències que requereixen pantalles d'ultrasó anuals per confirmar la salut contínua dels gats.